# Corina Crețu
Corina Creţu (Bucarest 24 de juny de 1967) és una política Romanesa, i Comissària europea per Política Regional. Creţu És membre del Partit Democràtic Social Romanès (PSD), del Parlament europeu (seient amb l'Aliança Progressiva de Socialistes i Demòcrates). Des de juny 2014, ha servit com a Vicepresidenta del Parlament europeu.

## Carrera política
Creţu va estudiar a l'Acadèmia d'Estudis Econòmics, Facultat de Cibernètiques, graduant-se el 1989. Va passar un any treballant com a economista en una fàbrica a Blaj fins al 1990. Més endavant va treballar com a periodista i especialitzada en anàlisi política entre 1990 i 1992, pels diaris Azi, Curierul Naţional, i Cronica Română abans d'unir-se a l'oficina del Portaveu del Gabinet del President d'Ion Iliescu (1992-1996). El 1996 va esdevenir una membre del Partit Democràtic Social Romanès (PDSR).
Entre 2000 i 2004, Creţu fou consellera de Presidència, Cap i Portaveu Presidencial del Departament de Comunicació Pública durant el segon mandat d'Iliescu com a president Romanès.
El 2000 va ser elegida Diputada al parlament de Romania i, el 2004, al Senat Romanès. Com a Senadora, va treballar al Comitè de Política Estrangera, i era un membre ple de la Delegació Romanesa a l'Assemblea Parlamentària de l'OSCE.
El mateix 2005, Creţu va ser designada com a membre de la delegació parlamentària Romanesa al Parlament Europeu. Va ser elegida Membre del Parlament europeu (seient amb l'Aliança Progressiva de Socialistes i Demòcrates) l'1 de gener de 2007 seguint l'accessió de Romania a la Unió Europea, ser reelegida com MEP entre 2009 i 2014.
El 2013 va ser elegida Vicepresidenta del Partit Democràtic Social Romanès (PSD).

## Premis i reconeixements
- Cavaler, Ordre de l'Estrella de Romania (2013).